# Diana de Bourbon-Parma
Diana Margherita de Bourbon-Parma (în franceză Diane Marguerite de Bourbon-Parme; n. 22 mai 1932, Paris, Île-de-France, Franța – d. 4 mai 2020, Hamburg, Germania) a fost o aristocrată franceză, membră a Casei de Bourbon-Parma, ramura cadet a familiei regale spaniole. Ea a fost cea de-a doua persoană de origini nobile care a decedat din cauza COVID-19, după verișoara sa, Maria Teresa de Bourbon-Parma.

## Biografie
Prințesa Diana s-a născut în Paris pe 22 mai 1932, în familia Prințului Gaetano de Bourbon-Parma, copilul cel mai mic al lui Robert I, Duce de Parma și al Infantei Maria Antonia de Portugalia, și a Prințesei Margareta de Thurn și Taxis, cel mai mic copil al Prințului Alessandro de Thurn și Taxis și Prințesei Marie de Ligne. Pe 15 martie 1955 s-a căsătorit cu Prințul Franz Josef Hubertus Maria Meinrad Michael de Hohenzollern-Sigmaringen, fiul lui Frederick, Prinț de Hohenzollern, într-o ceremonie civilă Londra. O lună mai târziu, pe 16 aprilie 1955, au avut o ceremonie catolică în Krauchenwies. Ea a dat naștere unui fiu, Alexander, în 1957. Diana și Prințul Franz Josef au divorțat în anul 1961, după ce a fost dezvăluit faptul că prințul nu era tatăl biologic al lui Alexander. Divorțul a fost finalizat pe data de 19 ianuarie 1961 în Stuttgart Pe 21 martie 1961, Diana s-a căsătorit cu tatăl biologic al fiului, Hans Joachim Oehmichen, în Stuttgart. Cuplul a mai avut doi copii, Gaetano și Maria, iar căsătoria a avut loc în Biserica Catolică în anul 1992. Prima căsătorie a fost oficial anulată de către Biserica Catolică pe data de 17 ianuarie 1980. Al doilea soț a murit în 1995.
Prințesa Diana a murit în Hamburg pe 4 mai 2020, suferind și de cancer.